# HD 224128
HD 224128，又名BD+25 5042，SAO 91582、HR 9051，是一颗恒星，视星等为6.54，位于銀經107.47，銀緯-35.23，其B1900.0坐标为赤經23h 50m 17.6s，赤緯+25° -35.23′ 55″。